# 葉耀東
葉耀東（英語：Yip Yiu Tung，1949年—），現時翡翠餐飲集團董事長及首席執行官，雅域集團有限公司原創辦人。

## 生平
在1970年代，當時平面設計師和工廠職員的葉耀東，開始設計半導體產品，之後投資股票行業。他在1984年和友人，在香港成立雅域鐘錶有限公司，專門經營生產和銷售鐘錶產品。
最大轉捩點是在1992年，他於新加坡以200萬美元（1560萬港元）收購長期虧損的翡翠餐飲集團。其後在1993年，以4800萬港元投資內地製造鋼琴，該名為中雅鋼琴，後在德國花重金收購了百年老牌Feurich鋼琴公司。再在1995年，把雅域集團有限公司（南南資源實業有限公司前身）於港交所主板上市，其後在1999年出售。
到了2000年代，由於製造鋼琴前景欠佳，於是在2004年出售，以便專心經營翡翠餐飲集團（翡翠拉麵小籠包母公司），其後由於他家中獨女無意接手經營，他在2014年4月尾，他把翡翠餐飲集團，以1億美元（7.8億港元）出售給法國酩悅·軒尼詩－路易·威登集團旗下基金L Capital Asia。